# Федеральный исследовательский центр «Информатика и управление» РАН
Федеральный исследовательский центр «Информатика и управление» РАН (ФИЦ ИУ РАН) — подразделение Российской академии наук в области целого ряда теоретических направлений информатики, а также приложений компьютерных технологий к различным областям науки и техники.
ФИЦ ИУ РАН был создан 1 июня 2015 года на основе Института проблем информатики РАН, а также ВЦ РАН и ИСА РАН. После объединения в качестве самостоятельного юридического лица остался только ФИЦ ИУ РАН.

## Направления исследований
- вычислительная гидроаэродинамика
- вычислительная математика
- математическая физика

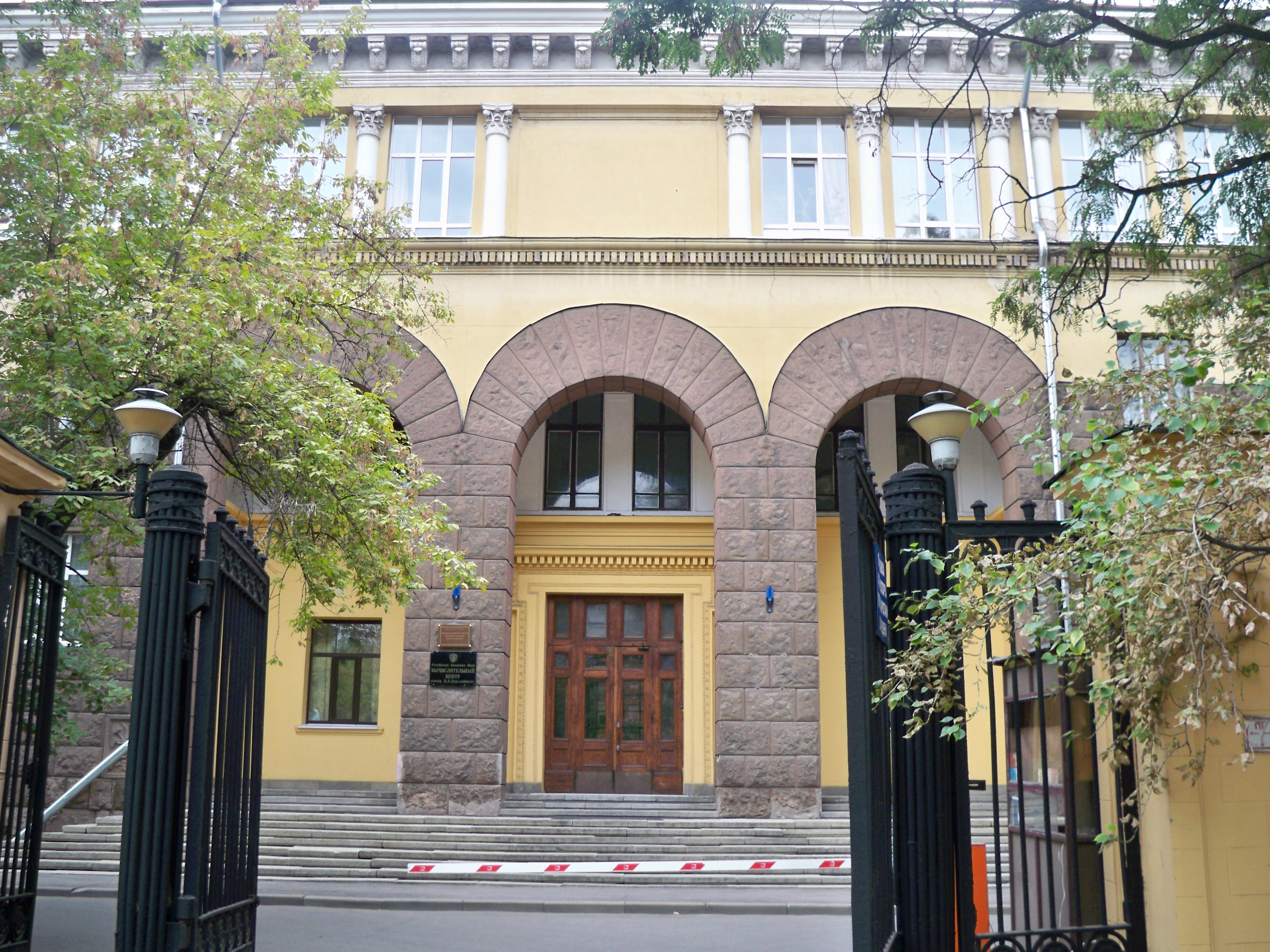
ВЦ ФИЦ ИУ РАН, гл. вход, 2018

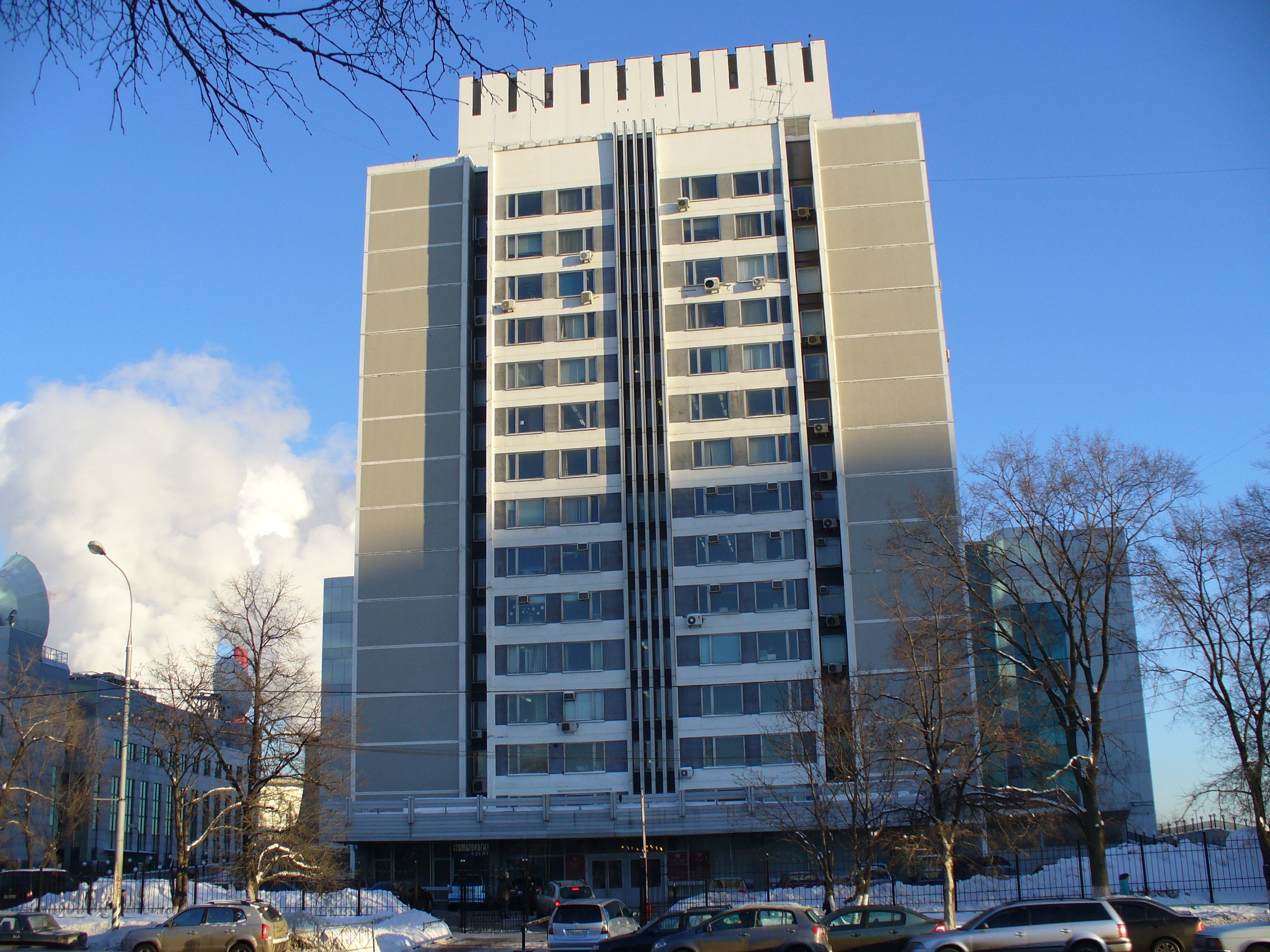
ИСА ФИЦ ИУ РАН

- математическое моделирование климатических, экологических процессов и других нелинейных явлений
- аэромеханика и газовая динамика
- теория пограничного слоя
- механика твёрдого деформируемого тела
- распознавание образов
- анализ изображений
- автоматизированное проектирование
- теория оптимизации
- линейное и нелинейное программирование
- аналитическая механика и устойчивость движения по Ляпунову
- динамика твёрдых тел
- космическая динамика
- интерактивная оптимизация
- теория принятия решений
- теория расписаний
- параллельные вычисления
- искусственный интеллект
- экспертные системы
- прикладные интеллектуальные системы
- математическое моделирование экономических систем
- разработка систем математического обеспечения
- интегрированные информационно-телекоммуникационные системы и сети, информатизация общества;
- теоретические основы информатики и информационных технологий, включая математические модели и методы, стохастические технологии и системы;
- информационные технологии накопления, хранения, поиска, обработки, преобразования, отображения, защиты и передачи информации, когнитивные технологии;
- архитектура, системные решения и программное обеспечение вычислительных комплексов и сетей новых поколений.
- теоретические основы и методологические принципы системного анализа;
- теория управления;
- методология моделирования и комплексного анализа долгосрочного народнохозяйственного и мирового развития с учётом взаимодействия экономических, социальных, научно-технических и экологических факторов;
- методы формирования и управления крупномасштабными проектами, целевыми народнохозяйственными, межотраслевыми и региональными программами и программами специального назначения;
- методы системных исследований по важнейшим прикладным междисциплинарным и межотраслевым проблемам, включая разработку методов управления созданием и функционированием сложных организационных и технических систем.

## Техническое оснащение
Научные сотрудники и инженеры Центра, кроме применения персональных ЭВМ, при необходимости и в пределах установленного порядка пользования имеют возможность проведения вычислительных расчётов на МСЦ РАН и на высокопроизводительном вычислительном кластере самого Центра.

## Руководство
- Директор (2015-2024) — акад. РАН Соколов, Игорь Анатольевич.

С 2025 г.
- Директор — чл.-корр. РАН Посыпкин, Михаил Анатольевич.
- Научный руководитель Центра — акад. РАН Соколов Игорь Анатольевич.